# Hemiramphus robustus
Hemiramphus robustus är en fiskart som beskrevs av Günther, 1866. Hemiramphus robustus ingår i släktet Hemiramphus och familjen Hemiramphidae. Inga underarter finns listade i Catalogue of Life.